# Eletriptan
L' eletriptan è un agonista della 5 idrossitriptamina, un principio attivo di indicazione specifica contro le sindromi cefaliche.

## Indicazioni
Viene utilizzato come terapia contro attacchi in forma acuta dovuti alle emicranie.

## Controindicazioni
Sconsigliato in caso di malattia cardiaca pregressa.

## Dosaggi
- 40 mg iniziali, se il dolore ritorna somministrare altra dose dopo 2 ore solo se alla prima dose la persona ha dato segnali di miglioramento altrimenti sospendere il trattamento. (dose massima 80 mg in 24 ore)

## Effetti indesiderati
Fra gli effetti collaterali più frequenti si riscontrano vomito, vertigini, dolore addominale, nausea, faringite, rinite, anoressia, glossite, mialgia.